# Jean-Pierre Wallot
Pour les articles homonymes, voir Wallot.
Jean-Pierre Wallot (né à Salaberry-de-Valleyfield le 22 mai 1935, mort à Ottawa le 30 août 2010) est un journaliste, historien, professeur, archiviste et administrateur public québécois.

## Biographie
Après des études classiques au Séminaire de Valleyfield qu'il termine en 1954, Jean-Pierre Wallot étudie à l’Université de Montréal où il obtient en 1957 une licence en lettres et une maîtrise en histoire. Il complète en 1965 son doctorat à cette même université avec une thèse intitulée Le Bas-Canada sous l'administration Craig (1807-1811). Parallèlement à ses études pendant lesquelles il obtient des bourses du gouvernement du Québec, du Conseil des Arts du Canada et diverses subventions universitaires, Wallot est journaliste au Progrès de Valleyfield entre 1954 et 1960 et collabore avec le journal jusqu'à 1979.
En tant qu'historien, Wallot rédige non seulement des livres, mais participe à de nombreux ouvrages collectifs comme auteur ou directeur. Il est aussi l'auteur de plus d'une centaine d'articles académiques ainsi que de nombreux articles de vulgarisation et d'articles du Dictionnaire biographique du Canada. Les travaux de Wallot, qui a été formé à l'École de Montréal par Guy Fregault, Michel Brunet et Maurice Séguin, « ont révolutionné l’histoire sociale, économique et politique du Québec au XIXe siècle, et remis en question les interprétations canoniques à la Creighton-Lower-Ouellet. Il a proposé une interprétation de rechange – une vision entrepreneuriale de cette période de l’histoire du Québec pour remplacer les versions déchéantistes et victimisantes en vogue ».
En parallèle à ses recherches historiques, Wallot occupe de nombreux postes de professeur et d'administrateur dans plusieurs établissements d'enseignement supérieur. Il est successivement professeur associé de l'Université de Toronto, professeur invité de The University of British Columbia, et professeur à l'Université d'Ottawa/Université de Carleton avant d'être professeur titulaire à l'Université de Montréal en 1973. Dans les murs de cette dernière, il devient directeur du département d'histoire (de 1973 à 1975), vice-doyen aux études (de 1975 à 1978), vice-doyen à la recherche (1979-1982) et vice recteur aux études (de 1982 à 1985). Par ailleurs, il est entre 1975 et 1994 directeur d'études associé de l'École des Hautes études en sciences sociales à Paris. De 2000 à 2006, il occupe le poste de directeur du Centre de recherche en civilisation canadienne-française de l'Université d'Ottawa.
En 1985, Wallot quitte les cercles universitaires pour devenir archiviste national du Canada, poste qu'il occupe jusqu'à 1997. Dès le début de son mandat, il établit trois objectifs bien définis. Le premier est de convaincre le gouvernement canadien remplacer la loi sur les archives de 1912 par une législation plus moderne, ce qui est chose faites en mars 1987 avec l'adoption de la loi sur les archives nationales du Canada. Son second objectif est la construction d'un bâtiment adéquat pour l'entreposage et la conservation des archives nationales à une époque ou la piètre qualité et sécurité de plusieurs bâtiments abritant des archives compromettait sérieusement la préservation de celles-ci. À la suite d'une campagne de mobilisation de l'opinion publique, le gouvernement approuve en 1988 la construction d'un nouveau centre de préservation qui ouvre officiellement ses portes à Gatineau en 1997. Enfin, le troisième objectif de longue haleine de Wallot consiste à restructurer constamment l'institution qu'il dirige de manière qu'elle s'adapte et soit compétente quant à l'acquisition, l'archivage, la préservation, et la diffusion de documents électroniques, un support nouveau dont la propagation dont l'utilisation se répandait alors très rapidement.
En 1992, le Canada est invité à accueillir le Congrès international des archives (organisé par le Conseil international des archives), évènement que Wallot se charge de mettre en place. Après la rencontre ayant eu lieu à Montréal, Wallot est élu président du Congrès international des archives. Il occupera ce mandat pendant les quatre années qui suivent.
Tout au long de sa carrière, Wallot est membre de plusieurs organismes dont l'Institut d'histoire de l'Amérique française (entre 1973 et 1977), l'Association canadienne-française pour l'avancement des sciences (entre 1982 et 1983), la Société historique du Canada (entre 1982 et 1983), et la Société royale du Canada (à partir de 1978) qu'il préside entre 1999 et 2001. En 1999. il préside également le programme Mémoire du monde de l'UNESCO en 1999.

### Livres
- Intrigues françaises et américaines au Canada, 1800-1802, Montréal, Leméac, 1965.
- Les imprimés dans le Bas-Canada, 1801-1810, en collaboration avec John Hare, Montréal, Presses de l'Université de Montréal, 1967.
- Un Québec qui bougeait : trame socio-politique du Québec au tournant du XIXe siècle, Montréal, Boréal, 1973.
- Patronage et pouvoir dans le Bas-Canada, 1794-1812, en collaboration avec Gilles Paquet, Montréal, Presses de l'Université du Québec, 1973.
- Évolution et éclatement du monde rural : France-Québec, XVIe – XXe siècles, en collaboration avec Joseph Goy, Paris, É.H.É.S.S, 1986.
- Le débat qui n'a pas eu lieu : la Commission Pepin-Robarts quelque vingt ans après, sous la direction de Jean-Pierre Wallot, Ottawa, Presses de l'Université d'Ottawa, 2003.
- La gouvernance linguistique : le Canada en perspective, sous la direction de Jean-Pierre Wallot, Ottawa, Presses de l'Université d'Ottawa, 2005.
- Un Québec moderne 1760-1840. Essai d'histoire économique et sociale, avec Gilles Paquet, Montréal, Hurtubise HMH, coll. « Cahiers du Québec. Histoire », 2007.  (ISBN 978-2-89428-853-5)

### Chapitres de livres et articles
- « La Révolution française au Canada, 1789-1838 », dans Michel Grenon (sous la dir. de), l’Image de la Révolution française au Québec. 1789-1989, Montréal, Hurtubise HMH, coll. « Cahiers du Québec. Histoire », 95, 1989, p. 61-104.  (ISBN 2-89045-861X)
- « La Révolution française à travers les écrits canadiens, du XIXe siècle à la Seconde Guerre mondiale », dans Pierre H. Boulle et Richard A. Lebrun (sous la dir. de), le Canada et la Révolution française. Actes du 6e colloque du CIEE. 29, 30, 31 octobre 1987, Montréal, Centre interuniversitaire d’études européennes / Interuniversity Centre for European Studies, 1989, p. 15-32.  (ISBN 0-919958-89-3)
- « Avant-propos », dans La Palme. Norris, Ottawa, Archives nationales du Canada, Musée canadien de la caricature, 1990. Préface de Bado. Introduction de Sylvie Gervais.  (ISBN 0-660-56228-6)
- « Some Prices Indexes for Québec and Montréal (1760-1913) », avec Gilles Paquet, Histoire sociale - Social History, vol. 31, numéro 62, novembre 1998, p. 281-320.
- « Les entreprises d'imprimerie et d'édition en Amérique du Nord britannique, 1751-1840 », avec John Hare, Mens. Revue d'histoire intellectuelle de l'Amérique français, vol. V, numéro 2, printemps 2005.

### Édition critique
- Groulx, Lionel, Journal (1895-1911), Montréal, Presses de l’Université de Montréal, 1984, 2 vol., xiv/1 108 p. Édition critique par Giselle Huot et Réjean Bergeron. Sous la direction de Benoît Lacroix, Serge Lusignan et Jean-Pierre Wallot. Biochronologie, notices biographiques et index thématique de Juliette Lalonde-Rémillard. Préface de Benoît Lacroix.  (ISBN 2-7606-0654-6)

## Prix et distinctions
- 1973 - Médaille Marie-Tremaine
- 1978 - Membre de la Société royale du Canada
- 1982 - Médaille J. B. Tyrrell
- 1991 - Officier de l'Ordre du Canada
- 1997 - Prix Jacques-Ducharme
- 2004 - Diplômé d'honneur de l'Université de Montréal
- Membre de l'Académie des lettres du Québec
- Docteur Honoris Causa, Université Rennes 2 Haute Bretagne